# Massy (Saona i Loira)
Massy és un antic municipi francès, situat al departament de Saona i Loira i a la regió de Borgonya - Franc Comtat. L'any 2018 tenia 67 habitants. El 1r gener de 2017 va fusionnar amb La Vineuse, Donzy-le-National i Vitry-lès-Cluny i formar el municipi nou La Vineuse-sur-Fregande.

## Demografia
El 2007 hi havia 56 habitants. El 2007 hi havia 37 habitatges, 24 habitatges principals, tres segones residències i onze estaven desocupats.

## Economia
El 2007 la població en edat de treballar era de 30 persones, 23 eren actives i 7 eren inactives. Hi havia una empresa de fabricació productes industrials i 3 d'empreses de serveis.
L'any 2000 hi havia quatre explotacions agrícoles.